# Andrew Utting
Andrew Utting, född den 9 september 1977 i Melbourne i Australien, är en australisk professionell basebollspelare som tog silver vid olympiska sommarspelen 2004 i Aten.
Utting spelade 1996-1998 i Baltimore Orioles farmarklubbssystem.